# ポーランド民主化運動
ポーランド民主化運動（ポーランドみんしゅかうんどう）は、ポーランドの政治改革運動。最終的に従来のポーランド統一労働者党による政権は下野し、レフ・ヴァウェンサ（レフ・ワレサ）率いる独立自主管理労働組合「連帯」が政権を握った。
通常、ポーランドや欧米ではこの民主化期間を第3共和制（ポーランド語: III Rzeczpospolita (III RP)、英: The Polish Third Republic）と呼ぶ。これは、1989年以降、特に1989年から1991年にかけて行われた民主化（運動）による民主政権を指す。

## 背景
ポーランドはロシアと領土を巡り、中世から幾度となくポーランド・ロシア戦争が続いていた。第二次世界大戦後、共産主義のソビエト連邦によりポーランドはナチス・ドイツの占領から解放され、ソ連の重要な東側諸国となった。ポーランド人共産主義者により国は統制された。
共産主義時代のポーランド人民共和国は慢性的に経済状況が悪化していた。西側諸国から膨大な借款を受け続け、インフレーション、食料配給制と食料・物資・経済の欠乏、ストライキ、暴動、暴動鎮圧を繰り返していた。
1985年9月、トルン大学（ニコラス・コペルニクス大学）の天文学者ら（Zygmunt Turlo、Leszek Zaleski、Piotr Lukaszewski、Jan Hanasz）が自作の放送機材を用いトルンの国営テレビ放送を電波ジャックし、「値上げ、嘘、弾圧はもうたくさんだ。トルン「連帯」 (Enough price increases, lies, and repressions. Solidarity Torun)」と「選挙のボイコットはわれわれの義務である (It is our duty to election boycott)」という2つの字幕と独立自主管理労働組合「連帯」のロゴを国営放送の内容に被さるように表示させた。4人は当局に発見され、「無免許の無線送信機の所持と公衆の不安を煽る行為」を罪状として拘束された。しかし当局は西側諸国からの批判をかわす為でそれぞれに100ドル相当の罰金と執行猶予付きの懲役判決を下すに留まった。しかし、ポーランドの一般的な月収が20ドルに満たない時代であった当時としてはこの判決でも大変な重刑であり、民衆の不満は高まった。
1987年、政府は国民投票の不成立で経済政策の改善に失敗。急激なインフレにより、価格が40%も値上がり、直ちに全国で暴動と長期的なストライキが起こる。政府により暴力的な暴動鎮圧と軍の介入がなされた。
1989年、円卓会議により、ストライキは終了する。東欧革命と共にポーランドの共産主義体制は終了した。
1999年、NATOに加盟。2004年、EUに加盟。
キリスト教や宗教は共産主義政権により弾圧されていた。ポーランド人ヨハネ・パウロ2世は、1979年6月にポーランドを訪問、国民を勇気づけた。
1980年からレフ・ヴァウェンサ率いる独立自主管理労働組合「連帯」が活動を活発化、政府は1981年に連帯を非合法化。1983年、戒厳令が解除されるまでにも、非合法ながら連帯は活動を続けた。依然として国内改革と民主化を要求し、ポーランド統一労働者党による政権を揺るがし続けた。
ヴォイチェフ・ヤルゼルスキ政権は、連帯の非合法化と戒厳令を敷いた。その後は穏健主義の立場で事態の打開を模索した。

## 民主化の推移
ポーランドでの民主化を模索する動きは1970年代末、ポーランド系ユダヤ人活動家は反共主義グループ「en:Workers' Defence Committee (KOR)」を組織した。1981年、非合法化された「連帯」を合法化、1989年の2月からはポーランド統一労働者党政権と連帯や他の民主化勢力との（円卓会議）が行なわれた。両者間で自由選挙の実施をすることで合意がなされた。東欧では先頭を切って自由選挙が実施され、ヴァウェンサ率いる連帯が圧勝。新政権として民主化を求める非労働党勢力が主導権を握りつつも、労働党勢力を政権に取り入れる連立政権が発足し、ヤルゼルスキが暫定的な大統領に就任。首相以下閣僚に連帯などの非労働党勢力出身の人物を任命して、新生ポーランドがスタートした。
新政権は、ポーランド統一労働者党の共産主義やスターリン主義に基づいた憲法の改正、国名改正でポーランド共和国となる。国民の直接選挙による大統領選挙の導入を決定。1990年、国民投票の結果、大統領を直接選挙によってではなく総選挙後の国会で決めることになる。大統領選挙により、連帯のヴァウェンサ（ワレサ）が当選。

## ポーランド民主化運動の主な人物
- レフ・ヴァウェンサ - 「連帯」議長
- タデウシュ・マゾヴィエツキ
- レシェク・コワコフスキ
- ヴワディスワフ・バルトシェフスキ
- ヤン・クシシュトフ・ビェレツキ（英語版）
- イェジ・ブゼク
- ヤヌシュ・レヴァンドフスキ（英語版）
- ヤツェク・クーロン
- アダム・ミフニク
- ヤロスワフ・カチンスキ
- レフ・カチンスキ
- ブロニスワフ・コモロフスキ
- ドナルド・トゥスク
- イエジ・ポピエウシュコ

### ポーランド国外で民主化運動を支援した人物
- ヨハネ・パウロ2世
- ズビグニュー・ブレジンスキー
- マーガレット・サッチャー
- ロナルド・レーガン
- ヤン・ヴィンツェント＝ロストフスキ - イギリス生まれで、ロンドンのポーランド人組織および保守党に所属
- 梅田芳穂
- U2 - アイルランドのロックバンド、1983年に発表したアルバム『WAR(闘)』に収録されたヒット曲『ニュー・イヤーズ・デイ』はポーランド民主化運動に捧げたもの

## 年譜
- 1979年
  - 6月2日～10日 - ヨハネ・パウロ2世がポーランドを訪問[注釈 1]。
- 1980年
  - 7月1日 - 政府が食肉価格の引き上げを実施。
  - 7月2日 - 全国でストライキが発生、拡大する。
  - 8月14日 - グダンスクのレーニン造船所で労働者約14,000人によるストライキ。
  - 8月16日 - グダンスクの21企業の代表者により「連合ストライキ委員会」結成。シチェチン、ヤシチシェンビェなどでも結成される。
  - 8月22日 - 副首相・ヤギェルスキを代表とする政府のストライキ対策委員会が連合ストライキ委員会と初交渉。
  - 8月30日 - シチェチンで政府代表団と連合ストライキ委員会が自由労働組合の公認などで合意。
  - 8月31日 - グダンスクで政府代表団と連合ストライキ委員会が自由労働組合の公認などで合意（グダンスク協定（英語版））。全国で同様の協定が締結。
  - 9月1日 - グダンスクのレーニン造船所で連合ストライキ委員会を改組し、初の自由労働組合を結成。各地に広まる。
  - 9月17日 - グダンスクで自由労働組合の全国代表者会議が開催。独立自主管理労働組合「連帯」を結成。
- 1981年
  - 9月 - ソ連が軍事演習ザーパド81を実施し、ポーランドを威嚇。
  - 12月13日 - 戒厳令が公布され、関係者の多くが拘束される。
- 1982年
  - 5月1日 - ワルシャワで10万人参加の抗議集会を開催。
  - 5月3日 - 憲法記念日に全国で抗議集会を開催。多数の参加者が拘束される。
  - 10月8日 - 「連帯」活動で解雇されたものを拘束するために労働忌避防止法制定。
  - 11月11日 - レフ・ヴァウェンサ釈放。
  - 12月31日 - 戒厳令停止。
- 1986年
  - 6月 - ポーランド統一労働者党大会、「正常化」を宣言。
- 1987年
  - 11月29日 - 食料品、燃料などの価格の大幅引き上げ(40%)などを盛り込んだ経済改革案・政治改革案への賛否を問う国民投票（ポーランド語版）を実施するも賛成票が有効得票率の3分の2に達せず不成立。
- 1988年
  - 2月1日 - 前年の国民投票で不成立となった食料品、燃料などの価格の大幅引き上げ(40%)を実施。全国でストライキ発生。
    - 政府と軍による暴力的な暴動鎮圧。

  - 8月31日 - 内相のキシチャク（ポーランド語版）と「連帯」委員長のヴァウェンサが公式に会談、円卓会議の開催などで合意。
- 1989年
  - 2月 - 4月 - 円卓会議が開催される。
  - 6月 - 自由選挙が実施され「連帯」が圧勝。8月には非共産党系政権が誕生。（1989年ポーランド議会選挙）
  - 10月 - 新政権が経済自由化政策「バルツェロビッチ・プログラム」を発表。
- 1990年
  - 12月22日 - レフ・ヴァウェンサが大統領に就任。ロンドンにあったポーランド亡命政府がヴァウェンサを正統な大統領と認めて事実上解散する。
- 1999年、NATOに加盟。
- 2004年、EUに加盟。